# 리치 리치 (시트콤)
리치 리치(Richie Rich)는 2015년에 넷플릭스에서 1953년 만화책 원작으로 제작한 시트콤이며 2014년에 시즌 1~2가 연속 제작하여 연속 공개했지만 시즌 2 끝으로 중단했다.

## 한국판 성우진
- 신소윤 - 리치 리치(제이크 브레넌)
- 홍진욱 - 클리프 리치(키프 반덴휴벨)
- 정현경 - 하퍼 리치(로렌 테일러)
- 배정미 - 다르시(제나 오르테가)
- 김정애 - 머리(조슈아 칼론)
- 장우영 - 아이로나(브룩 웩슬러)
- 윤승희 - 튤립(이사 페나레요)
- 곽윤상 - 스웨덴 하우스 센세이션(1화) / 리건(2화) / 칼릴(5화) / 캠든(6화) / 빌 박사(9화) / 애버내시(9화)